# Democracia liberal

Democracias liberales.

La democracia liberal es una forma de gobierno que consiste en una democracia representativa. Se caracteriza por elecciones entre distintos partidos políticos, la separación de poderes, el Estado de derecho y la protección equitativa de los derechos humanos. Normalmente es moderada por una constitución que la regula en la protección de los derechos y las libertades individuales y colectivas. Es la forma que revisten las democracias en la actualidad y se estructura en cinco pilares: soberanía popular, igualdad política, elecciones libres, voluntad de la mayoría y libertades individuales. Sin embargo, «no es aún la forma de gobierno mayoritaria» en el mundo.
Una democracia liberal puede tomar varias formas constitucionales como puede ser una monarquía constitucional. Los derechos y las libertades garantizados por las constituciones de las democracias liberales son variados, pero normalmente incluyen gran parte de los siguientes derechos: a un debido proceso, a la intimidad, a la propiedad privada y a la igualdad ante la ley, así como las libertades de expresión, asociación y culto. En las democracias liberales esos derechos (a veces conocidos como "derechos fundamentales") suelen estar regulados bien constitucionalmente o bien mediante la ley. Además generalmente existen instituciones civiles con la capacidad de administrar o reforzar dichos derechos.
Las democracias liberales se suelen caracterizar por la tolerancia y el pluralismo político; las ideas sociales y políticas diferenciadas, incluso las más extremas, pueden coexistir y competir por el poder político siempre sobre una base democrática. Las democracias liberales celebran periódicamente elecciones donde los distintos grupos políticos compiten para alcanzar el poder. 
El término "liberal" dentro de la expresión "democracia liberal" no implica que el gobierno de una democracia de este tipo deba seguir estrictamente la ideología política del liberalismo, si bien el concepto puro de "democracia liberal" nace de la corriente del liberalismo político.

## Estructura: los cinco principios de la democracia liberal
Según la politóloga de la Universidad de Barcelona Mariona Tomàs la democracia liberal se estructura en cinco pilares o principios: soberanía popular, igualdad política, elecciones libres, voluntad de la mayoría y libertades individuales.
1. Soberanía popular. Como el sentido etimológico de la palabra democracia indica (democracia es el «gobierno del pueblo») la titularidad última de los poderes del Estado se atribuye al «pueblo», es decir, al conjunto de los miembros de la comunidad política, el demos, sin distinción de ningún tipo (raza, sexo, religión, etc.). Cada uno de ellos tiene la capacidad de decidir (reconocimiento del pluralismo político), aunque el ejercicio del poder es cedido a una parte (democracia representativa).
2. Igualdad política. Todos los ciudadanos tienen garantizado el derecho de decidir, de votar y de ser votados (sufragio universal).
3. Elecciones libres. El mecanismo principal de ejercicio de la soberanía popular son las elecciones libres, imparciales, competitivas y periódicas, aunque pueden existir otras formas de participación ciudadana en la gestión pública (referéndum, plebiscito, etc.). Así pues, son los ciudadanos los que deciden quién gobierna a partir de las elecciones.
4. Voluntad de la mayoría. La toma de decisiones se hace por mayoría, con distintos grados según el tipo de decisión (mayoría simple, mayoría absoluta, mayoría cualificada).
5. Libertades individuales. Los derechos individuales y los derechos de las minorías están protegidos por la Constitución (o por las leyes cuando no existe una Constitución escrita, como en el caso de Reino Unido), lo que quiere decir que la voluntad de la mayoría no puede quebrantarlos ni vulnerarlos, atendiendo a que los individuos son portadores de iguales derechos.

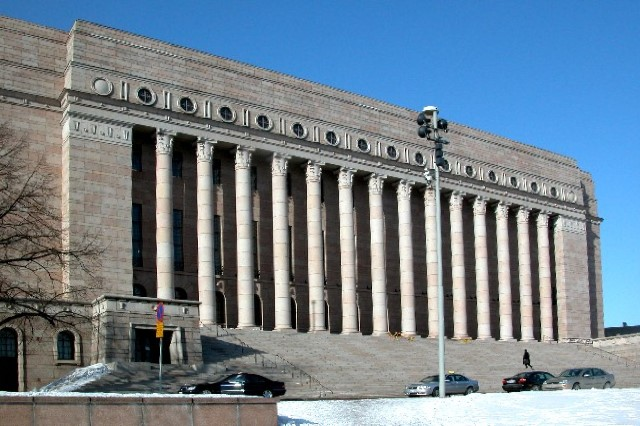
Eduskunta. Existen varias naciones y territorios que afirman ser los primeros en establecer el sufragio universal. El Gran Ducado de Finlandia tenía sufragio universal completo en 1906.

La estabilidad política de las democracias liberales depende de un fuerte crecimiento económico, así como de instituciones estatales sólidas que garanticen elecciones libres, el estado de derecho y las libertades individuales. Según Seymour Martin Lipset, aunque no son parte del sistema de gobierno como tal, un mínimo de libertades individuales y económicas, que dan como resultado la formación de una clase media significativa y una sociedad civil amplia y floreciente, se ven como condiciones previas para democracia liberal.
Toda Constitución democrática liberal define el carácter democrático del Estado. El objetivo de una Constitución es frecuentemente el de fijar límites en la autoridad del gobierno. La tradición política americana enfatiza la separación de poderes, la judicatura independiente y un sistema de observación y control entre los distintos poderes. Muchas de las democracias europeas se centran más en la importancia de constituirse en un Estado de Derecho. La autoridad gubernamental es ejercida de forma legítima solamente en armonía con las leyes escritas y promulgadas de acuerdo con los procedimientos establecidos. Muchas democracias utilizan el federalismo (también conocido como separación vertical de poderes) que reparte el poder entre los gobiernos municipales, regionales y nacionales, para prevenir la concentración del poder e incrementar la participación ciudadana en cualquier lugar.

## Requisitos

### Los ocho requisitos de Robert Dahl
En ciencia política se siguen tomando como referencia para considerar a un país como democrático los ocho requisitos propuestos por Robert Dahl en su libro La poliarquía (1971) y que son los siguientes:
1. Libertad de asociación. Los ciudadanos deben poder unirse y formar grupos para defender sus intereses.
2. Libertad de expresión. Los ciudadanos deber poder expresarse libremente sin ningún tipo de censura.
3. Derecho de voto. Poder escoger libremente a sus representantes políticos.
4. Derecho de elegibilidad para los cargos públicos. Poder presentarse para ser elegido.
5. Elecciones libres e imparciales. Celebrar elecciones periódicas sin interferencias ni coacciones de ningún tipo y en las que los ciudadanos puedan escoger libremente entre distintas opciones políticas.
6. Libertad de información. Que existan fuentes de información libres y plurales.
7. Existencia de instituciones cuyas políticas sean dependientes del voto y otras formas de expresión de las preferencias. Es decir, tiene que estar garantizada la rendición de cuentas y la responsabilidad política.

Según Dahl de los ocho requisitos se derivan una decena de consecuencias deseables que convierten a la democracia liberal en el mejor de los sistemas políticos:

Evita la tiranía, garantiza derechos esenciales, asegura una libertad personal más extensa, contribuye a las personas a proteger sus propios intereses, permite disponer leyes bajo elección, ofrece autonomía moral, promueve el desarrollo humano en mayor plenitud, fomenta un alto grado de igualdad política, logra que entre los países democráticos no existan guerras entre sí, y tiende a ser un sistema político con instituciones que favorecen que un país sea más próspero económicamente.

Por su parte Mariona Tomàs, actualizando la propuesta de Dahl, ha señalado que «la democracia [liberal] se ha ido estableciendo como el sistema más cercano al ideal de Gobierno del pueblo, gracias a distintas olas de democratización», pero que «no hay muchos países que puedan presumir de un sistema político democrático de larga duración y sin interrupciones». Según Tomàs sólo 21 países (de los cerca de 200 existentes en el mundo) tienen un sistema democrático sin interrupción desde 1945: quince europeos (Alemania, Austria, Bélgica, Dinamarca, Finlandia, Francia, Países Bajos, Irlanda, Islandia, Italia, Luxemburgo, Noruega, Reino Unido, Suecia y Suiza), dos americanos (Canadá y Estados Unidos), dos asiáticos (Israel y Japón) y dos de Oceanía (Australia y Nueva Zelanda). De esta lista Tomàs matiza que Suiza no reconoció el sufragio femenino hasta principios de la década de 1970, y que en la República Democrática Alemana no hubo democracia hasta su unificación con la República Federal Alemana en 1991.

### La clasificación de Freedom House

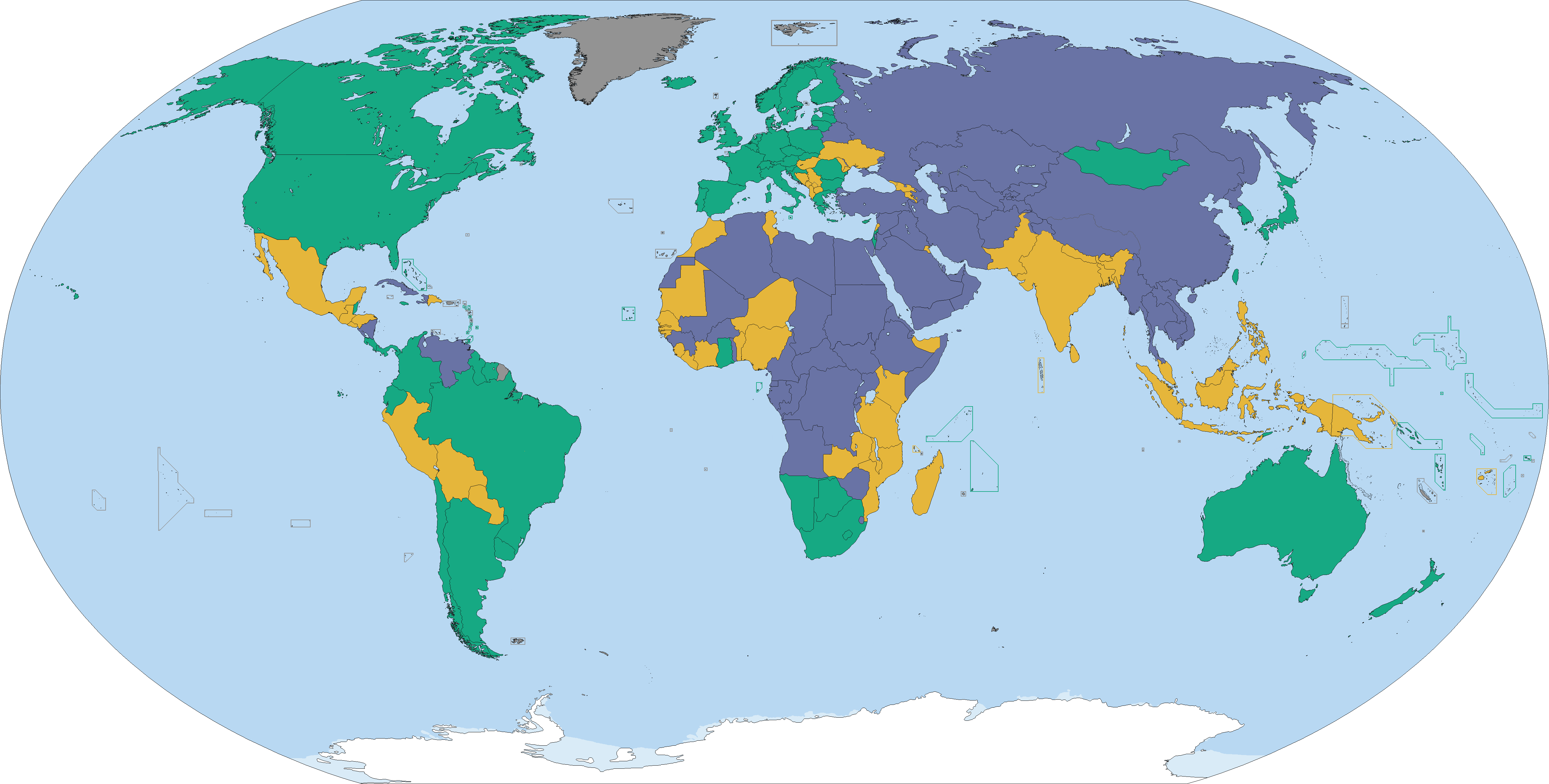
Mapa de la Libertad en el Mundo (Freedom in the World) en 2023, según Freedom House.
Libre
Parcialmente libre
No libre

Varias organizaciones y estudiosos políticos mantienen listas de países libres y no libres. De ellas, la más conocida es la "Polity Data Set" de Freedom House. Esta organización independiente publica anualmente la encuesta Freedom in the Wolrd sobre derechos políticos y libertades civiles en 195 países y 15 territorios, que son clasificados en países libres, parcialmente libres y sin libertad. En la encuesta publicada en 2023 84 países fueron catalogados como libres (donde habita el 20% de la población mundial), 54 como parcialmente libres (41% de la población mundial) y 57 como no libres (39%). Según esa encuesta sólo el 7% de la población de África vivía en un país libre y únicamente el 5% en Asia-Pacífico, mientras que en América el 72% y en Europa el 82%.
Otros estudios coinciden en considerar como países libres en esas mismas fechas a los que integran la Unión Europea (con excepción de Polonia y Hungría), Reino Unido, Noruega, Suiza, Islandia, Japón, Corea del Sur, Taiwan, los Estados Unidos, Canadá, la India, Sudáfrica, Argentina, Brasil, Chile, Uruguay, Costa Rica, Israel, Australia y Nueva Zelanda.

### El «Índice de democracia» deThe Economist

Mapa por países de la Unidad de Inteligencia de The Economist sobre su «Índice de democracia» en 2016. Los que están en azul son los que se consideran democracias plenas o democracias imperfectas (cuanto más intenso el azul, mayor grado de democracia). El resto de colores indican países no democráticos.

Desde 2006 la Unidad de Inteligencia del semanario británico The Economist publica cada año un «índice de democracia» sobre la base de 165 países y dos territorios. El índice se obtiene valorando cinco categorías: procesos electorales y pluralismo; libertades civiles; el funcionamiento del Gobierno; la participación política; y la cultura política. En función de los resultados obtenidos los países se clasifican en cuatro categorías: a) democracias plenas; b) democracias imperfectas; c) regímenes híbridos; d) regímenes autoritarios.
En su informe de 2023 sólo consideró a 24 países como democracias plenas: catorce europeos (Noruega, Islandia, Suecia, Finlandia, Dinamarca, Suiza, Irlanda, Países Bajos, Alemania, Reino Unido, Suiza, Austria, Francia y España), cuatro americanos (Uruguay, Canadá, Costa Rica y Chile), dos de Oceanía (Australia y Nueva Zelanda), uno de África (República de Mauricio) y tres de Asia (Taiwan, Japón y Corea del Sur). Entre las 48 democracias imperfectas incluyó a Estados Unidos, Israel, Portugal, Italia y Bélgica. En cuanto al porcentaje de la población mundial, las democracias plenas solo representaban el 8% y las imperfectas el 37,3%, por lo que la mayoría de la población mundial (54,8%) vivía bajo regímenes no democráticos.

## Precondiciones
Aunque no son partes del gobierno como tales, la presencia de una clase media y de una tolerante y floreciente sociedad civil suelen ser vistas como precondiciones para la democracia liberal.
En países sin una fuerte tradición democrática, la simple introducción de las elecciones libres raramente ha bastado para alcanzar la transición de la dictadura a la democracia; es necesario un cambio mucho mayor en la cultura política así como la formación gradual de las instituciones democráticas. Hay varios ejemplos, como en América Latina, de países que solo pudieron mantener la democracia de forma temporal o limitada hasta que sucedieron cambios culturales mayores que permitieron aplicar la voluntad de la mayoría.
Uno de los aspectos clave de la cultura democrática es el concepto de "oposición leal". Este es un cambio cultural especialmente complicado de alcanzar en naciones donde las transiciones de poder se han hecho históricamente mediante la violencia. La expresión viene a significar que todas las partes comparten unos mismos valores democráticos, de manera que un grupo político puede no estar de acuerdo con otro, pero debe siempre tolerar sus ideas y nunca intentar imponerlas por la fuerza. Las reglas de juego de la sociedad deben animar a la tolerancia y civismo en los debates públicos. En una sociedad así, los perdedores aceptan la decisión de los votantes una vez finalizadas las elecciones, y permiten una transferencia pacífica de poder. Los perdedores están seguros de que no perderán ni su vida ni su libertad, y que podrán continuar participando en la vida pública. Se oponen a la política específica del gobierno, pero son leales a la legitimidad fundamental del Estado y al proceso democrático.

## Orígenes de la democracia liberal
La democracia liberal toma sus orígenes (y el calificativo de liberal) de la época de la Ilustración europea. En aquel momento casi todos los estados de Europa eran monarquías, con el poder político ostentado por el rey o por la aristocracia. La posibilidad de la democracia no había sido considerada de forma seria por la teoría política desde la época grecorromana, y la creencia inherente a ella era la de la inestabilidad y el caos debido a los caprichos de la gente. Más adelante llegó a creerse que la democracia era algo antinatural, pues los humanos eran vistos como malvados por naturaleza, violentos y necesitados de un líder fuerte que reprimiera sus impulsos destructivos. Muchos de los reyes europeos mantenían que su poder era de derecho divino.
Estas ideas convencionales fueron desafiadas en un primer momento por un pequeño grupo de intelectuales ilustrados, quienes creían que los problemas humanos deberían ser guiados por la razón y los principios de libertad e igualdad. Argumentaban que todos los hombres habían sido creados iguales y por tanto la autoridad política no podía justificarse basándose en la "sangre azul", una supuesta conexión privilegiada con Dios, o cualquier otra característica que fuese alegada para hacer a una persona superior a otras. Finalmente pensaban que el gobierno estaba para servir al pueblo y no al revés, y que las leyes habían de ser aplicadas tanto a quienes gobiernan como a los gobernados (Estado de derecho).
A finales del siglo XVIII, estas ideas inspiraron la Guerra de Independencia de los Estados Unidos y la Revolución francesa, que dieron a luz a la ideología del liberalismo e instituyeron formas de gobierno que intentaron llevar a la práctica los principios de los filósofos ilustrados. 
Cuando fueron fundadas las primeras democracias liberales, sus simpatizantes eran vistos como un grupo extremista y peligroso que amenazaba la paz y estabilidad internacional. Los absolutistas que se oponían al liberalismo y a la democracia se consideraban los defensores de los valores tradicionales y del orden natural de las cosas, y su crítica a la democracia parecía justificada cuando Napoleón Bonaparte tomó el control de la joven Primera República Francesa, reorganizada como el Primer Imperio Francés y comenzó su proceso de conquista de Europa. Napoleón fue finalmente derrocado y se formó la Santa Alianza como medio de prevención de cualquier intento posterior de instaurar el liberalismo o la democracia en Europa. 
A pesar de estos obstáculos los ideales liberales democráticos pronto se extenderían entre la población, y en el siglo XIX la monarquía tradicional entró en un estado de defensa continuada. Las reformas y revoluciones ayudaron a que la mayoría de los países europeos se acercasen al liberalismo, que dejó de ser una opción extrema y pasó a ser la corriente dominante en política. Al mismo tiempo, aparecieron ciertas ideologías no liberales que tomaron el concepto de democracia liberal y lo reformaron a su manera. El espectro político cambió: la monarquía tradicional se fue convirtiendo en una idea extremista mientras la democracia liberal fue calando en la gente hasta ocupar la posición dominante en la política. A finales del siglo XIX, la democracia liberal ya no era solamente una idea "liberal", sino que era apoyada por diferentes ideologías. Tras la Primera Guerra Mundial y especialmente después de la Segunda Guerra Mundial, la democracia liberal alcanzó una posición dominante entre las teorías de gobierno y hoy en día es apoyada por la inmensa mayoría del espectro político.

## Tipos de democracias liberales
Las democracias liberales se pueden agrupar en dos grandes tipos atendiendo al carácter hereditario o electivo de la Jefatura del Estado: las monarquías parlamentarias (Reino Unido, Bélgica, Países Bajos, Luxemburgo, Dinamarca, Suecia, Noruega, España y Japón; también Australia y Canadá) y las repúblicas . Estas últimas presentan tres variantes principales en función de la manera como se relacionan el poder ejecutivo y el poder legislativo: presidencialistas (Estados Unidos y las democracias de Latinoamérica), semipresidencialistas (Francia) y parlamentarias (las repúblicas europeas).
Un sistema presidencialista es una forma de gobierno de una república donde el poder ejecutivo es elegido separadamente del legislativo. Un sistema parlamentario se distingue porque el poder ejecutivo depende de manera directa o indirecta del Parlamento, dependencia expresada por las mociones de confianza y de censura. El sistema presidencialista democrático se ha hecho popular en América Latina, África y algunos países de la antigua Unión Soviética, siendo el ejemplo más claro el de los Estados Unidos. El sistema parlamentario es popular en la Unión Europea y los países vecinos.
Las democracias liberales también se pueden clasificar según el tipo de sistema electoral: mayoritario o proporcional. El sistema de escrutinio uninominal mayoritario asigna puestos según las mayorías dentro de una circunscripción. El partido político o candidato que recibe más votos gana el puesto por esa circunscripción. Las distintas formas de representación proporcional asignan puestos según la proporción de votos individuales que un partido recibe en todo el país o en una determinada región.
Algunos países como Alemania y Nueva Zelanda resuelven el conflicto entre ambas formas de representación teniendo dos tipos de escaños en las cámaras bajas de sus parlamentos federales. Los escaños del primer tipo son asignados según la población de las regiones, y los restantes son asignados de acuerdo a la proporción de los votos obtenidos por los partidos en el país. Este sistema es conocido como representación proporcional mixta.

## Críticas a la democracia liberal
La democracia liberal ha sido criticada desde la derecha y desde la izquierda, coincidiendo a veces en sus posiciones antiliberales como cuando la califican peyorativamente como una plutocracia. Más específicamente, una parte de la izquierda ha considerado que la democracia directa o la democracia participativa son fórmulas superiores a la democracia representativa, identificada con la democracia liberal ya que esta sería una especie de oligarquía disfrazada. También se han señalado sus dificultades para enfrentar los conflictos étnicos y religiosos, así como la excesiva influencia de los lobbys. Asimismo se la ha calificado como una «democracia formal», como una «democracia burguesa» o como la «tiranía de la burguesía», señalando al mismo tiemp su estrecha vinculación con el capitalismo, que no evita las hambrunas, ni asegura el desarrollo humano.
Desde la derecha, como en el caso de los liberales libertarios, se le atribuye a la democracia liberal una supuesta tendencia a limitar las libertades individuales. También se critica que los gobiernos solo actúan en el corto plazo, al estar siempre pensando en cómo ganar las siguientes elecciones. Asimismo se afirma que la democracia liberal es una oclocracia. y que se caracteriza por la «tiranía de la mayoría». También se cuestiona su capacidad para lograr la estabilidad política o para hacer frente a situaciones conflictivas como las guerras.